# 林陵三
林陵三（1944年4月16日—2022年11月26日），臺灣交通界人物、政治人物，曾任交通部部長、臺中市副市長、財團法人中華顧問工程司董事長。

## 學歷
- 逢甲工商學院（今逢甲大學）水利工程學系
- 美國诺斯洛普大学（英语：Northrop University）深造

## 經歷
- 交通部台灣區國道新建工程局副處長、處長、總工程司、副局長
- 台北市政府捷運工程局局長
- 台北大眾捷運公司董事長
- 台北市政府副秘書長
- 中華民國道路協會理事長
- 行政院公共工程委員會副主委
- 交通政務次長、部長
- 2008年3月10日取代前交通部長蔡兆陽成為財團法人中興顧問社董事長，同年7月16日卸任。
- 2014年12月25日任臺中市副市長。
- 2019年7月9日任財團法人中華顧問工程司董事長，2021年3月16日卸任

## 褒揚令
2022年12月17日，於台北市立第一殯儀館舉行告別式，總統蔡英文親自到場致意，並頒贈褒揚令，由長子林業欣代表接受，前總統陳水扁、前交通部部長林佳龍、交通部部長王國材、時代力量立法委員邱顯智等也到場致意，總統褒揚令全文為：

交通部前部長林陵三，槃才瑋器，沈毅恢達。少歲卒業逢甲大學水利工程學系，嗣獲美國諾斯洛普大學管理科學研究所碩士學位，抱志淬砥，自振有成。歷任臺北市政府捷運工程局局長暨副秘書長、行政院公共工程委員會副主任委員、交通部部長、臺中市副市長等職，宵旰憂勞，迭膺重寄，肇啟近五十載披星戴月之公務人生。期間創新北捷營運管理，執持北二高設計興建；籌決雪隧全線通車，督率高鐵構築事項；完竣西濱快速公路，優化河川溼地整治，出奇劃策，茂實英聲；識明智審，屢貢嘉猷。復膺任中華顧問工程司董事長，汲引國際尖端技能，張拓智慧交通方案；研擬前瞻運輸系統，打造偏鄉移動平臺，圖淵慮遠，行針步線；權時制宜，橫草功多。曾獲頒二等公共工程獎章暨行政院一等功績獎章等殊榮。綜其生平，獻力臺灣重大交通建設，綿密國家運輸路網工程，儀型盛業，懋績流詠。遽聞溘然殂落，軫悼彌殷，應予明令褒揚，用彰遺徽。

總　　　統　蔡英文　　　　

行政院院長　蘇貞昌　　　　

## ETC弊案
臺北地院審理ETC收賄案，認為前交通部長林陵三與秘書宋乃午共同為遠通等特定廠商護航，當庭告發在廠商的要求下變更執行事項。後經臺北地檢署查無罪證，而將林陵三不予起訴。宋氏於2010年遭判刑11年定谳，之後潛逃大陸，於珠海市遭逮捕，押解返台發監執行，迄2016年獲准假釋。